# سفروکسادین
سفروکسادین(به انگلیسی: Cefroxadine) ( INN، با نام‌های تجاری Oraspor و Cefthan-DS ) یک آنتی بیوتیک سفالوسپورینی است. از نظر ساختاری به سفالکسین شباهت دارد و هر دو دارو دارای طیف مشابهی از فعالیت هستند.
این دارو در ایتالیا عرضه می‌شود. 

## سنتز

سنتز سفروکسادین